# Raltegravir
Raltegravir (MK-0518, nome comercial Isentress) é um fármaco antirretroviral produzido pela Merck & Co. e utilizado no tratamento da infecção por HIV. Foi aprovado em outubro de 2007 pelo FDA pertencendo a uma nova classe de fármacos denominada inibidores de integrase. Em dezembro de 2011 teve a abrangência de sua ação ampliada no tratamento de infecção pelo HIV-1 para crianças e adolescentes com idades de 2 a 18 anos, associado a outros antirretrovirais.